# جو أوليفر
جو أوليفر (16 ديسمبر 1946 في المملكة المتحدة - ) (بالإنجليزية: Joe Oliver)‏ هو لاعب كريكت بريطاني. لعب مع Devon County Cricket Club ‏.

## وصلات خارجية
- جو أوليفر على موقع إي آس بي آن كريك إنفو (الإنجليزية)